# Chthonius herbarii
Espèce
Chthonius herbarii est une espèce de pseudoscorpions de la famille des Chthoniidae.

## Distribution
Cette espèce est endémique de Crète en Grèce. Elle se rencontre dans la grotte Aghios Ioannis à Akrotíri.

## Description
Les mâles mesurent de 1,6 à 1,9 mm et les femelles de 1,9 à 2,4 mm.

## Publication originale
- Mahnert, 1980 : Pseudoskorpione (Arachnida) aus Höhlen Griechenlands, insbesondere Kretas. Archives des Sciences (Geneva), vol. 32, no 3, p. 213-233.